# Сусалин, Иван Михайлович
Иван Михайлович Сусалин (1894—1927) — штабс-ротмистр 12-го гусарского Ахтырского полка, участник Белого движения, полковник.

## Биография
Потомственный дворянин Киевской губернии. Сын отставного поручика Михаила Константиновича Сусалина.
Окончил Владимирский Киевский кадетский корпус (1913) и Елисаветградское кавалерийское училище (1914), откуда выпущен был корнетом в 12-й гусарский Ахтырский полк, в рядах которого и вступил в Первую мировую войну. За боевые отличия был награжден несколькими орденами, в том числе орденом Св. Анны 4-й степени с надписью «за храбрость». Произведен в поручики 2 апреля 1916 года, в штабс-ротмистры — 27 сентября 1917 года. Был командирован в 12-й корпусной авиационный отряд в качестве летчика-наблюдателя.
В Гражданскую войну участвовал в Белом движении на Юге России, во ВСЮР — в 8-м авиационном отряде, в Русской армии — подполковник 4-го авиационного отряда до эвакуации Крыма. Награждён орденом Св. Николая Чудотворца
За то, что 1 октября 1920 года, производя разведку на участке Бердянск-Мариуполь-Розовка, обнаружил колонну красной конницы силой до 3000 шашек, двигавшуюся в направлении с востока на запад, пересекая железную дорогу Елизаветовка-Бердянск и выходившую в тыл первой Донской дивизии; об обнаруженном немедленно донес в штаб Донского корпуса. Пополнив свои запасы бомб, вернулся к обнаруженной колонне конницы и удачным бомбометанием и метким пулеметным огнем внес расстройство в колонну противника и рассеял его. В ночь с 2 на 3 октября, когда противник, совершавший рейд по нашим тылам к Б. Токмаку, грозил нашим северным группам, подполковник Сусалин, презирая явную опасность, снижался до 50 метров и носясь над головой противника, наносил ему жестокие потери. Результатом доблестных действий подполковника Сусалина был полный разгром конницы противника.
В эмиграции в Болгарии. В 1924 году был начальником Варненской группы, состоял агентом генерала Архангельского при сербском консуле в Варне. Осенью 1925 года — в составе Технического батальона во Франции, полковник. В 1926 году был командирован генералом Кутеповым в СССР для координации действий с организацией «Трест». По воспоминаниям капитана Орехова, полковник Сусалин добивался этого поручения в течение нескольких лет и поехал только после того, как выиграл жребий. Весной 1927 года был арестован органами ОГПУ и летом того же года расстрелян в Москве в ответ на убийство П. Л. Войкова.

## Награды
- Орден Святой Анны 4-й ст. с надписью «за храбрость» (ВП 5.12.1915)
- Орден Святого Станислава 3-й ст. с мечами и бантом (ВП 21.04.1916)
- Орден Святителя Николая Чудотворца (Приказ Главнокомандующего № 242, 2 августа 1921)
- старшинство в чине корнета с 12 июля 1913 года (ВП 1.04.1916)